# Ağlı (district)
Ağlı is een Turks district in de provincie Kastamonu en telt 2.944 inwoners (2011). Het district heeft een oppervlakte van 175,8 km². Hoofdplaats is Ağlı.
De bevolkingsontwikkeling van het district is weergegeven in onderstaande tabel.
| 1997  | 2000  | 2007  | 2011  |
| ----- | ----- | ----- | ----- |
| 4.066 | 4.193 | 3.306 | 2.944 |